# Рейман, Виллем
Ви́ллем Ре́йман (эст. Villem Reiman, 25 февраля (9 марта) 1861, деревня Типу, Лифляндская губерния, Российская империя, ныне волость Пыхья-Сакала, уезд Вильяндимаа, Эстония —  12 (25) мая 1917, посёлок Колга-Яани, Лифляндская губерния, Российская империя, ныне волость Вильянди, уезд Вильяндимаа, Эстония) — эстонский общественный деятель, один из руководителей эстонского национального движения, богослов и историк.

## Биография
Виллем Рейман (до эстонификации Willem Klreimann) родился в религиозной семье крестьянина, арендатора хутора Пауна в деревне Колга-Яани. Отец — Тынис Рeйман (Tõnis Reiman), мать — Марие Лаасберг (Marie Laasberg). В 1872–1874 годах учился в начальной школе Вильянди, в 1874–1877 годах — в уездной школе, в 1878–1881 годах — в Пярнуской гимназии для мальчиков. В 1887 году окончил факультет теологии Дерптского университета со степенью кандидата философии (1887)кандидата философии. В 1887 году прошёл испытательный год у Якоба Хурта в Санкт-Петербурге, в 1888–1889 годах — помощник пастора в приходе Святого Иоанна в Санкт-Петербурге, в 1889–1890 годах — помощник пастора в Колга-Яани, в 1890 году — пастор-заместитель в приходе Валкаской церкви Луке, в 1890–1917 годах — пастор в Колга-Яани.
Участвовал в создании Общества эстонских студентов (EÜS) и в 1884 году в освящении флага EÜS в Отепя; в 1886 году был председателем EÜS. Один из основателей Литературного общества Эстонии, в 1907–1914 годах — председатель общества и председатель его исторической редколлегии. С 1890 года участвовал в Движении за трезвость, в Колга-Яани основал общество «Цель» («Eesmärk»), долгое время возглавлял центральный комитет обществ трезвости (с 1900 года). Редактировал публикации «Ежегодников Обществ трезвости Эстонии» и календарь «Сеятель» («Külvimees», 1904).
По инициативе Реймана Яан Тыниссон в 1896 году выкупил газету «Postimees» у эстонского энциклопедиста, языковеда Карла Аугуста Хермана. Помогал Тыниссону в издании газеты и с 1897 по 1901 год публиковал в ней статьи по истории культуры.
Был одним из основателей Эстонского национального музея (1909) и членом его пленума. В 1908 году основал Вильяндиское эстонское образовательное общество, до 1913 года включительно был его председателем.
Активно участвовал в деятельности Учёного эстонского общества и его публикациях. Инициировал и редактировал альбомы EÜS (I — VII , 1888–1902), альманах «Обзоры» («Sirvilauad»; 1896–1907), сборник «Культура Эстонии» («Eesti Kultura»; 5 изданий, 1911–1915) и «Ежегодник эстонских образовательных обществ» («Eesti Haridusseltside Aastaraamat»; 1909–1907). Состоял в правлении Фонда Бергманна, основанного для продвижения эстонской литературы и финансовой поддержки обучения эстонской молодёжи.
Рейман был одним из первых эстонцев-исследователей истории и литературы; в своих этнографических исследованиях опирался на первоисточники, его концепция истории оказала большое влияние на развитие эстонской исторической науки; подчёркивал важность культурных идеалов и морали. Защищал эстонский язык как от германизации, так и от русификации.
Умер в Колга-Яани от болезни сердца. Похоронен на кладбище Колга-Яани.

## Труды

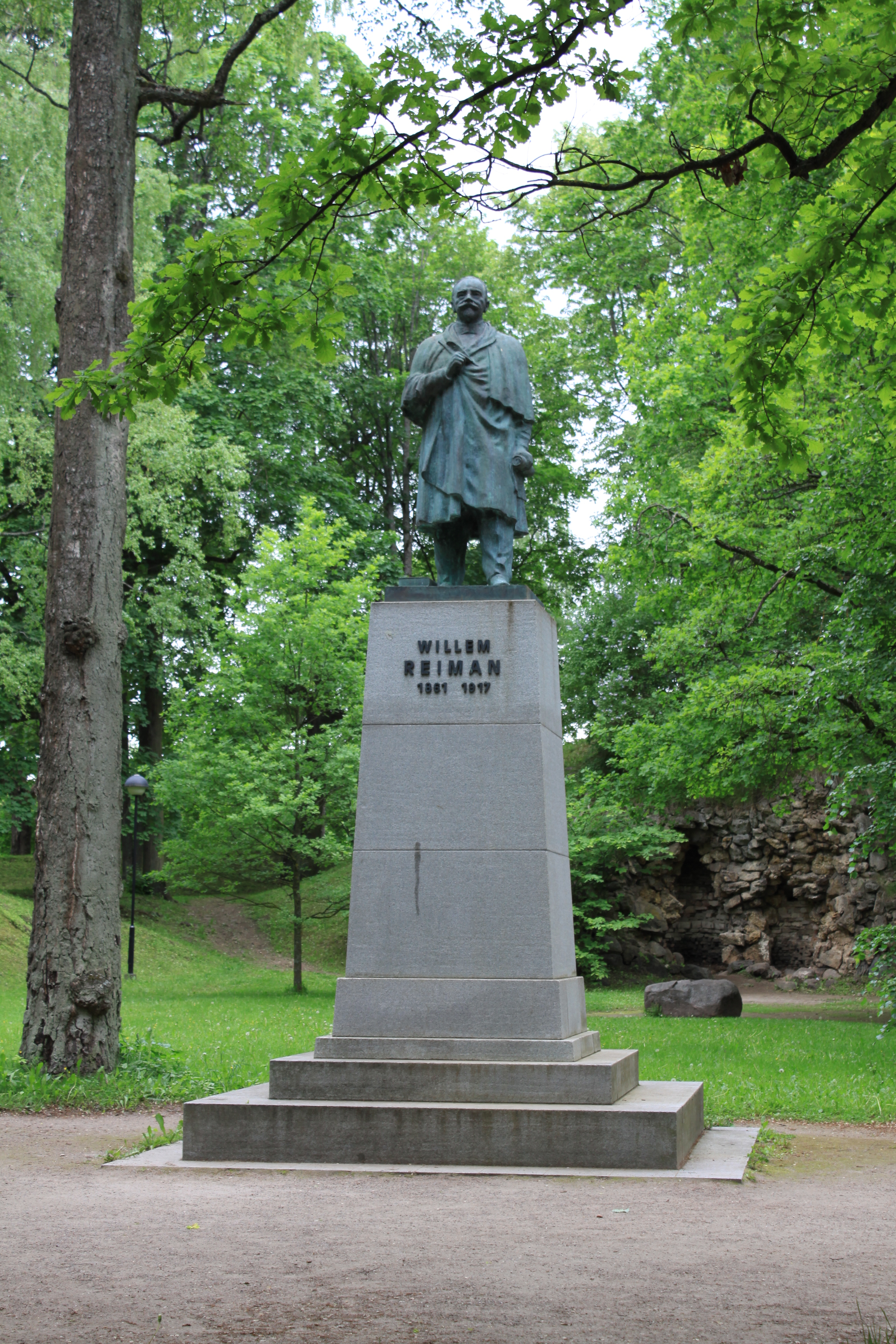
Памятник В. Рейману в Тарту

- 1889 — Eesti Piibli ümberpanemise lugu
- 1894 — Eduard Ahrens
- 1894 — Eesti kodu. Eesti ajaloost
- 1895 — Kuidas priius meile tuli
- 1898 — Eesti piibli kujunemislugu
- 1907 — Karskuse mõte
- 1907 — Kivid ja kirbud
- 1910 — Jaan Jungi elulugu
- 1913 — Jaan Adamson
- 1920 — Eesti ajalugu
- 2008 — Mis meist saab? Villem Reiman / Koostanud H. Runnel; toimetanud S. Ombler
- 2010 — Eesti rahva haridusejärg muistse iseseisvuse ja ordu ajal. Friedrich Amelung ja Villem Reiman
- 2012 — Ajaloo veskid.  Villem Reiman / Koostanud ja järelsõna H. Runnel; toimetanud S. Ombler

## Семья
Жена — Паула Рейман (урожд. Норманн (Paula Bertha Normann), 1869—1945). У супружеской четы было шесть детей: Хельми (1892—1920), Ильмари (1897—1984), Линда (1898—1942), Айно (1899—1986), Хелла (1902—1968) и Май (1907—?).

## Увековечение памяти
- 1931 год — памятник в Тарту на Тоомемяги, скульптор Амандус Адамсон, разрушен в 1950 году, восстановлен в 2004 году.
- 1988 год — памятник в Колга-Яани, скульптор В. Яанисоо[1].
- В честь Виллема Реймана названа улица в Таллине.
- Имя Виллема Реймана носит Народный дом в Колга-Яани.